# Ubuntu One
Ubuntu One — хмарне сховище даних, розроблене компанією Canonical для користувачів Ubuntu, яке працювало з 2009 по 2014 рік. Ця служба дозволяла користувачам зберігати і синхронізувати файли в Інтернеті, а також між комп'ютерами. Ubuntu One — це також назва клієнтської програми, за допомогою якої відбувається синхронізація даних.

## Особливості
Ubuntu One працювало на Amazon EC2 і використовувало S3 для зберігання файлів. Серверне програмне забезпечення написане переважно на Python, з використанням деяких компонентів Twisted, Django та Zope.
Однойменна клієнтська програма Ubuntu One була доступна у дистрибутивах Ubuntu, версій від 9.04 до 14.04. Існувала бета-версія для Microsoft Windows. Об'єм дискового простору, що надавався безкоштовно, дорівнював 5 ГБ, додаткові 20 ГБ були доступні за $ 2,99 на місяць.
Пропонувалася музика для телефонів на основі iPhone і Android. Пакет Mobile коштував 3,99 USD на місяць.
Ubuntu One був офіційно відкритий з виходом Ubuntu 9.10. Одночасно з версією Ubuntu 10.04 було додано можливість купувати музику.
Ubuntu One схожий на такі послуги, як SpiderOak, Dropbox, Box.net, Mozy, Wuala, Humyo, iDisk і Live Mesh.

## Критика
Ubuntu One піддавався критиці через закритий початковий код серверної частини.

## Закриття сервісу і відкриття коду
Навесні 2014 компанія Canonical ухвалила рішення щодо закриття хмарного сховища Ubuntu One і пов'язаних з ним сервісів (синхронізація файлів, потокове мовлення музики тощо). Ubuntu One припинив працювати 1 червня 2014 року; після цієї дати для зареєстрованих користувачів сервісу виділялося ще два місяці, протягом яких вони могли завантажити збережені дані, які були видалені з серверів 1 серпня 2014 року.
Підтримка Ubuntu One не ввійшла до складу випуску Ubuntu 14.04; її також вилучили з підтримуваних на той час старіших гілок.
Як причина закриття Ubuntu One називалася необхідність значних інвестицій для підтримки сервісу на гідному рівні і неможливість конкурувати з іншими безкоштовними хмарними сховищами, які пропонують 25-50 Гб безплатного дискового простору.
У серпні 2015,  коли минуло більше року від закриття сервісу Ubuntu One, компанія Canonical опублікувала початкові тексти серверної частини цього хмарного сховища. Код написаний мовою Python і відкритий під ліцензією AGPLv3.

## Виноски
1. ↑  The service has been discontinued. Архів оригіналу за 5 квітня 2014. Процитовано 4 квітня 2014. [Архівовано 2014-04-05 у Wayback Machine.]
2. ↑  Ubuntu One file syncing code Open Sourced. Архів оригіналу за 12 серпня 2015. Процитовано 12 серпня 2015.
3. ↑  Открыт код облачного хранилища Ubuntu One. Архів оригіналу за 23 серпня 2015. Процитовано 12 серпня 2015.